# ウィリアム・R・ラフルーア
ウィリアム・R・ラフルーア（William R・LaFleur、1936年 - 2010年2月26日）は、アメリカの日本研究者。

## 経歴
カルビン大学卒業後、ミシガン大学で修士号、シカゴ大学にて哲学博士号をそれぞれ取得。プリンストン大学、カリフォルニア大学を経て、ペンシルベニア大学東洋言語文化学部日本研究科教授を務めた。
1989年に「廃墟に立つ理性－戦後合理性論争における和辻哲郎の位相」で和辻哲郎文化賞学術部門受賞。西行や道元などの日本仏教研究から始まり、後年は生命倫理と宗教との関わりについて研究を行った。
2010年2月26日、心臓発作のため、73歳で死去。

## 主な著作

### 単著
- 『水子―〈中絶〉をめぐる日本文化の底流』森下直貴,遠藤幸英,清水邦彦,塚原久美訳（青木書店）2006年

### 共編著
- 『悪夢の医療史―人体実験・軍事技術・先端生命科学』（G・ベーメ、島薗進との共編 中村圭志,秋山淑子訳　勁草書房）2008